# Tània Pardo i Van Hees
Tània Pardo i Van Hees (Girona, Gironès, 23 de juliol de 1979) és una jugadora, entrenadora i àrbitre internacional d'hoquei sobre patins catalana.
Formada com a defensa al Club Hoquei Lloret, va jugar en diversos equips catalans i estatals com el CHP Bigues i Riells, amb el qual va aconseguir una Lliga catalana i un Campionat d'Espanya la temporada 2000-01, HC Salt, amb el qual va guanyar un segon Campionat d'Espanya, CP Gijón Solimar, HC Sant Feliu, CH Mataró i Girona HC, on va es retirar al final de la temporada 2010-11. Internacional amb la selecció espanyola entre 1997 i 2004, va guanyar un Campionat del Món l'any 2000 i dues medalles de bronze el 2002 i 2004. Als Campionats d'Europa, va aconseguir tres medalles d'argent i una medalla de bronze. Amb la selecció catalana, va formar part de l'equip que va disputar el primer partit internacional contra Portugal el desembre de 2003. L'any 2019 va retornar a la competició en la modalitat de roller derby, aconseguint amb el CHP Bigues i Riells la primera Copa d'Espanya, celebrada a Mollet del Vallès.
També va exercir com a entrenadora de categories de formació en la majoria d'equips que hi va jugar. Per altra banda, va continuar exercint com a àrbitre d'hoquei sobre patins després de la seva retirada esportiva. Entre d'altres partits, va formar part de l'equip arbitral de la final de la Copa Reina de 2018-19 i la Lliga catalana de 2020-21. Internacionalment, va dirigir diversos partits als Jocs Mundials de Patinatge de Barcelona 2019.
Entre d'altres reconeixements, va ser escollida MVP de la Copa de la Reina el 2008 i va rebre el Trofeu Dona Marinera de l'Ajuntament de Lloret de Mar el 2000.

## Palmarès

### Hoquei sobre patins
Clubs
- 1 Lliga catalana d'hoquei patins femenina: 2000-01
- 2 Campionat d'Espanya d'hoquei patins femení: 2000-01, 2002-03

Selecció espanyola
- 1 medalla d'or al Campionat del Món d'hoquei patins femení: 2000
- 2 medalles de bronze al Campionat del Món d'hoquei patins femení: 2002, 2004
- 3 medalles d'argent al Campionat d'Europa d'hoquei patins femení: 1999, 2001, 2003
- 1 medalles de bronze al Campionat d'Europa d'hoquei patins femení: 1997

### Roller derby
Clubs
- 1 Copa d'Espanya de roller derby: 2019